# Parque natural Posets-Maladeta
El parque natural Posets-Maladeta es un espacio natural protegido español situado en el norte de la comarca de Ribagorza y noreste de Sobrarbe, en la provincia de Huesca. Engloba dos de los macizos más elevados de los Pirineos.
Abarca los términos municipales de Benasque, Gistaín, Montanuy, Sahún y San Juan de Plan. Tiene una extensión de 33 440,60 ha y su altura oscila entre los 1500 m (en el valle) y los 3404 m (la cumbre del Aneto, el pico más alto de los Pirineos).
El parque fue declarado como tal por la ley 3/1994 del Gobierno de Aragón, el 23 de junio de 1994, bajo el nombre de parque de Posets-Maladeta. Es también LIC y ZEPA.

## Geología

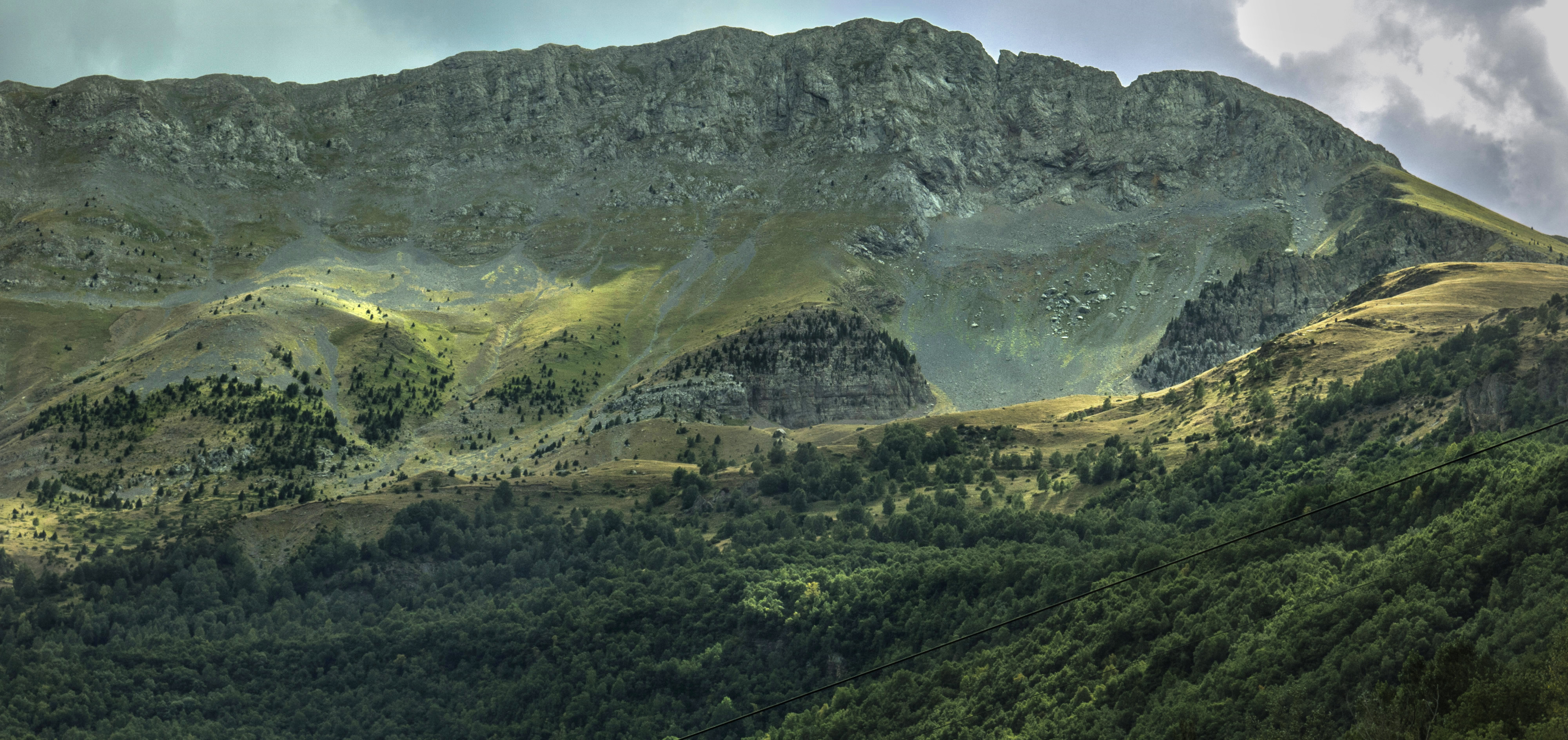
Fotografía desde el valle de Estós

Además del Aneto, también se encuentran en él otros picos como el Pico Posets (3369 m), la Punta de Astorg (3355 m), el Pico Maldito (3350 m), el Pico del Medio (3346 m), el Pico de Coronas (3293 m), el Pico de Tempestades (3290 m) y el Pico del Alba (3118 m). 
Son de interés sus morrenas e ibones (Vallibierna, Cregüeña, Batisielles, los Millares, Remuñe), además de la flora y fauna propias del clima de alta montaña. Además del valle de Benasque, que es el principal, hay otros valles dentro del parque natural como el valle de Estós y el valle de Vallibierna.

## Flora y fauna
La vida se escalona según la altura y las condiciones ambientales. A menor altitud nos encontramos serbales, avellanos y abedules, en las laderas más húmedas aparecen hayas, pinos y abetos, y en las cotas más altas el pino silvestre da paso al pino negro. Entre esta vegetación se cobija una variada fauna. Las marmotas, fáciles de detectar por sus agudos silbidos, los jabalíes y el rebeco, son los mamíferos más fáciles de observar, pero además existe la perdiz nival, el tritón pirenaico, la víbora áspid, buitre leonado, quebrantahuesos y el águila real, resisten la crudeza de las más altas cotas.

## Otras figuras de protección
La reserva natural cuenta además con otras figuras de protección:
- Monumento natural de los Glaciares Pirenaicos
- LIC: Posets-Maladeta
- ZEPA: Posets-Maladeta.

El parque natural de Posets-Maladeta es uno de los espacios naturales protegidos de Aragón certificado con la Q de Calidad Turística, un distintivo que garantiza ciertos niveles de calidad en los equipamientos y servicios de atención a visitantes.

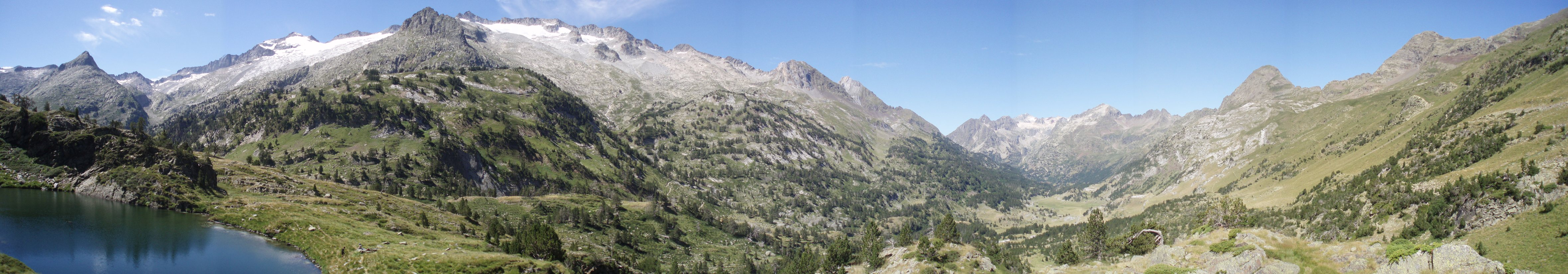
Panorámica del macizo de la Maladeta y de la zona alta del valle de Benasque